# Creu de terme (Cantallops)
La Creu de terme és una obra de Cantallops (Alt Empordà) inclosa a l'Inventari del Patrimoni Arquitectònic de Catalunya.

## Descripció
Creu de terme situada a l'entrada del poble. És de base circular de pedra, al centre de la qual s'enlaira un fust, també de pedra, de secció octogonal. Encastat a ell, resta a la part superior, una creu llatina de ferro amb els braços circulars rematats amb punta de fletxa.

## Història
Antigament estava ubicada a la Plaça major de Cantallops